# Grenaa

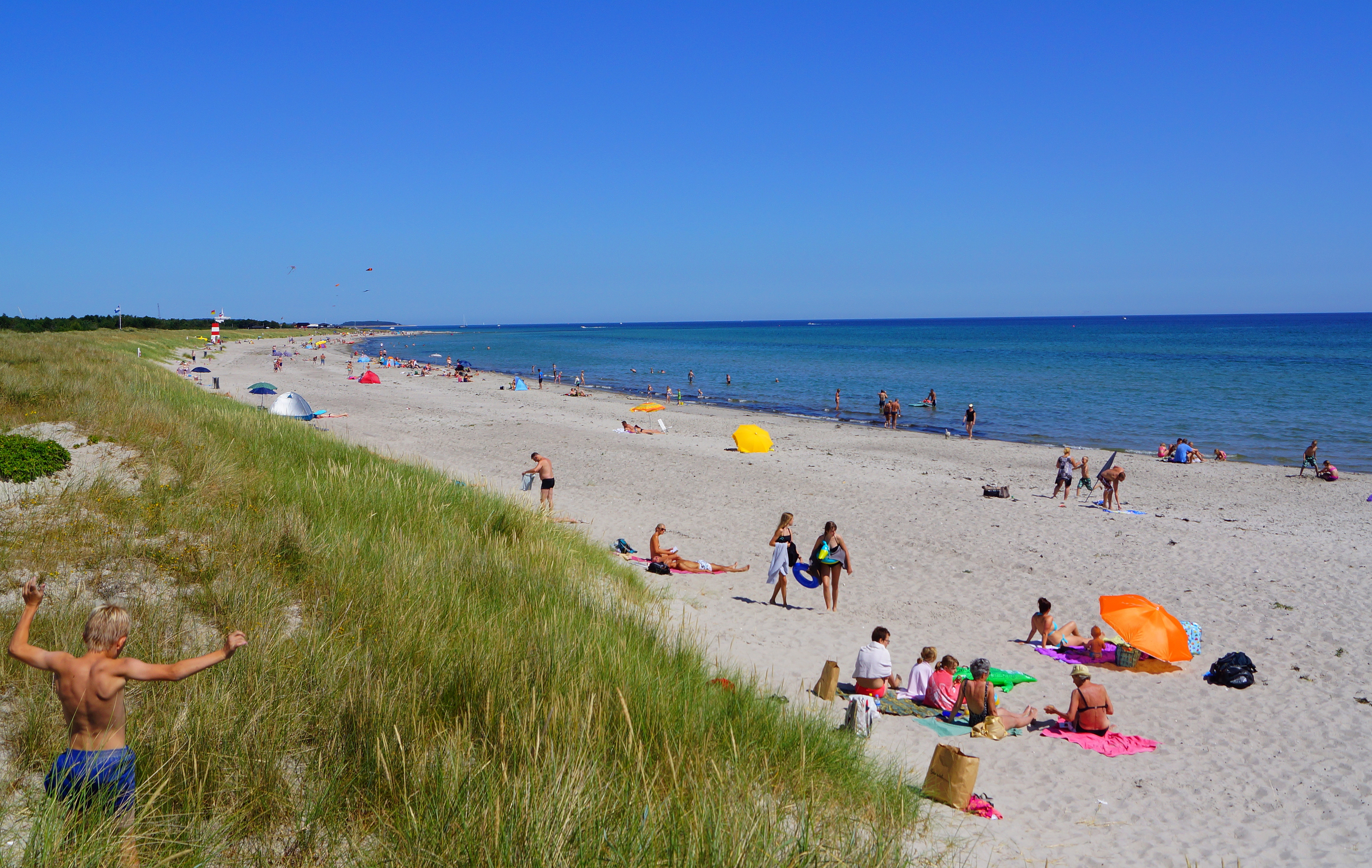
Grenå Strand

Grenaa anhörenⓘ  (auch Grenå) ist eine Hafenstadt am Kattegat auf der Halbinsel Djursland in Jütland, Dänemark. Im Ort leben 14.179 Einwohner (Stand 1. Januar 2023). Er ist Hauptort und Verwaltungssitz der Kommune Norddjurs (seit 2007).
Die Stadt bildet den geographischen Mittelpunkt Dänemarks.

## Geschichte
Der Ortsname Grenaa entwickelte sich aus Grindhøgh (um 1250), bedeutet also möglicherweise Grus- oder Schotteranhöhe. Grenaa bekam bereits 1445 das Stadtrecht. Es lag bis ins 19. Jahrhundert zwischen Ostsee und Kolindsund, damals zweitgrößter Binnensee Dänemarks; durch Verlandung und Drainage fiel der See trocken.
Die Stadt bildete bis 2006 eine eigenständige Kommune Grenaa im Amt Århus. Die Kommune umfasste eine Fläche von 196 Quadratkilometern und hatte 18.641 Einwohner (2004). Mit der Verwaltungsgebietsreform, die am 1. Januar 2007 in Kraft trat, wurden die Kommunen Grenaa, Nørre Djurs und Rougsø zu einer Kommune zusammengefasst.

## Kultur und Sehenswürdigkeiten
In einem Fachwerkhaus in der Søndergade 1 aus dem Jahre 1760 ist eine Abteilung des Museum Østjylland und das dänische Fischereimuseum Dansk Fiskerimuseum untergebracht.
Die Thorsø Høje sind Grabhügel, sie liegen 7,2 km nordwestlich von Grenaa, im Dreieck zwischen den Dörfern Dalstrup, Thorsø und Villersø.
Am Hafen der Stadt befindet sich das 1993 eröffnete Schauaquarium Kattegatcentret.

## Wirtschaft und ansässige Unternehmen
Die Abwrackwerft Fornæs Skibsophug ist – gemessen an der Anzahl abgewrackter Schiffe – Weltmarktführer.
Etwa 15 km vor der Küste befindet sich der Offshore-Windpark Anholt, dessen Basishafen Grenaa ist.

## Verkehr
Im Bahnhof Grenaa endet der nördliche Zweig der Aarhus Letbane.
Es existieren Fährverbindungen zur Insel Anholt und mit Stena Line ins schwedische Halmstad (bis 2019 bestand eine Verbindung nach Varberg).

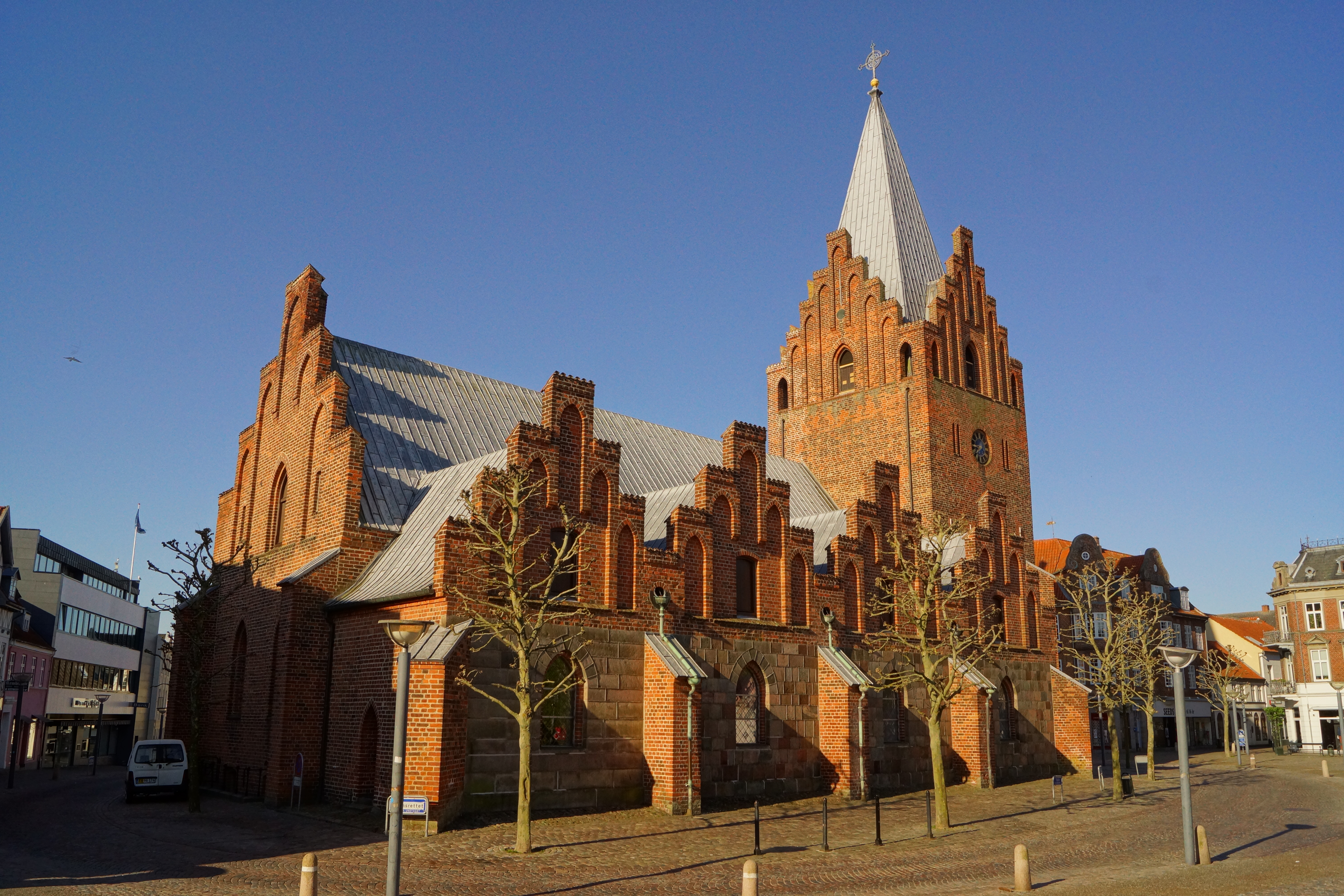
Grenaa Kirche
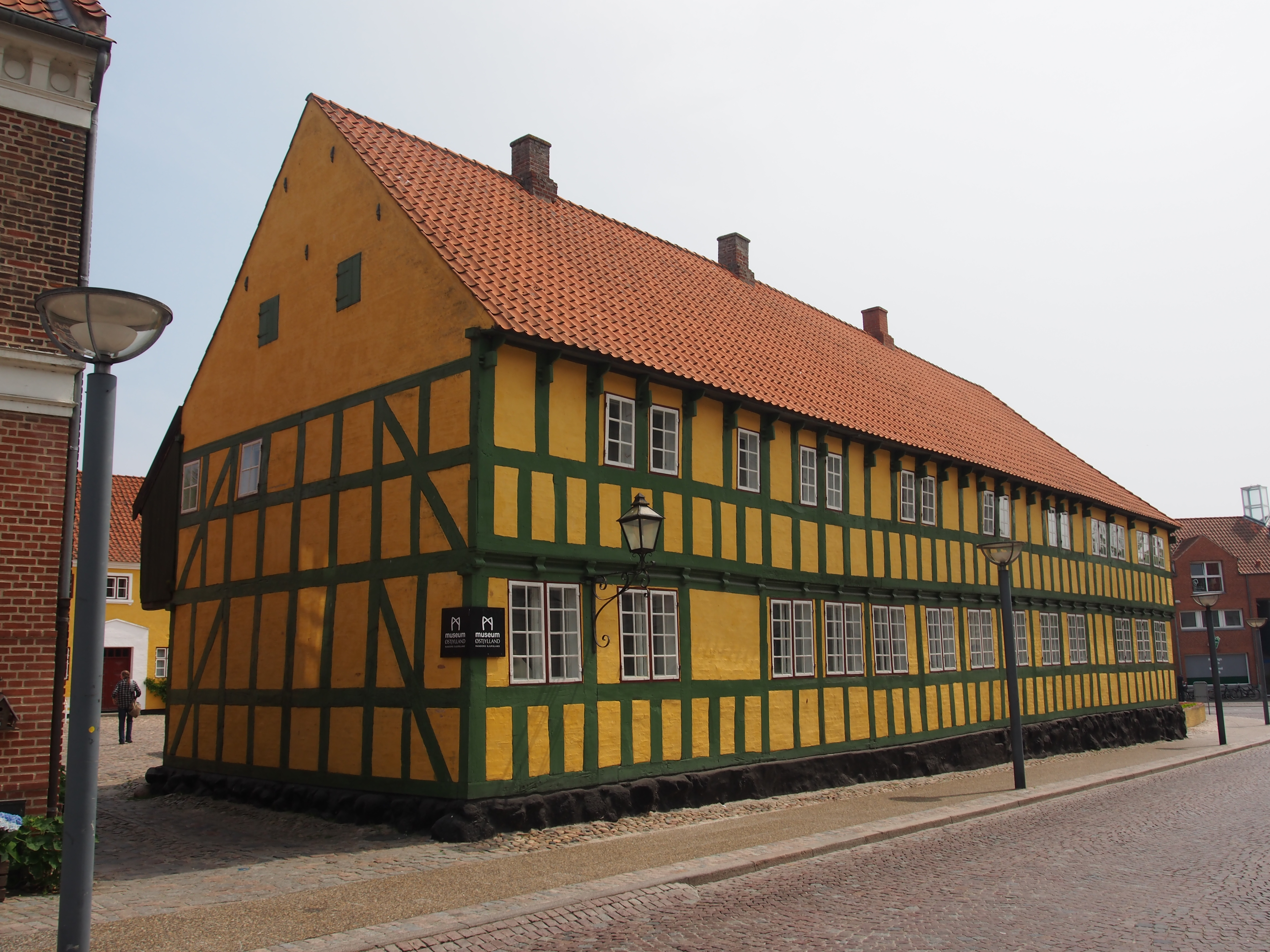
Museum Østjylland
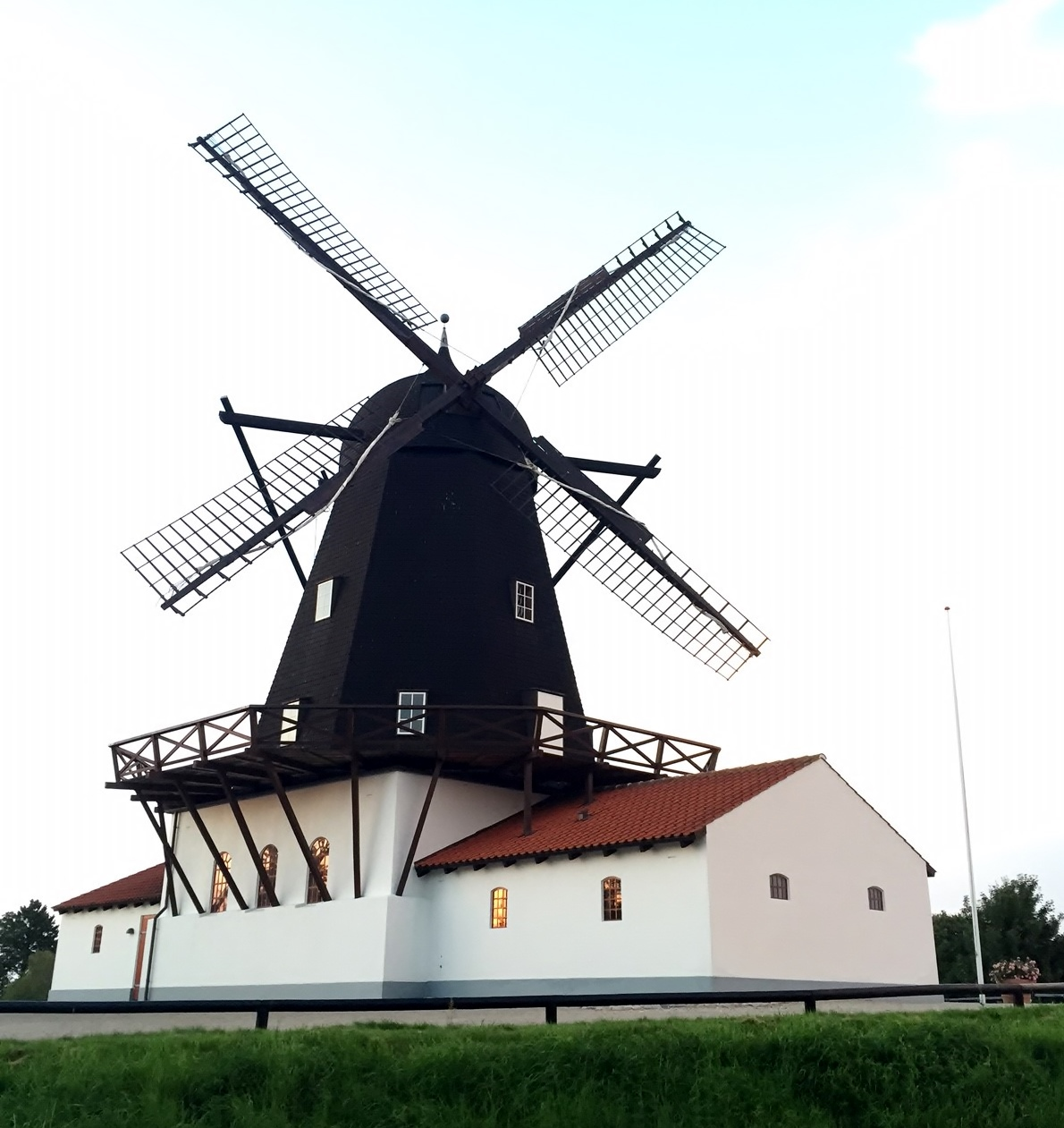
Bavnhøj Mølle
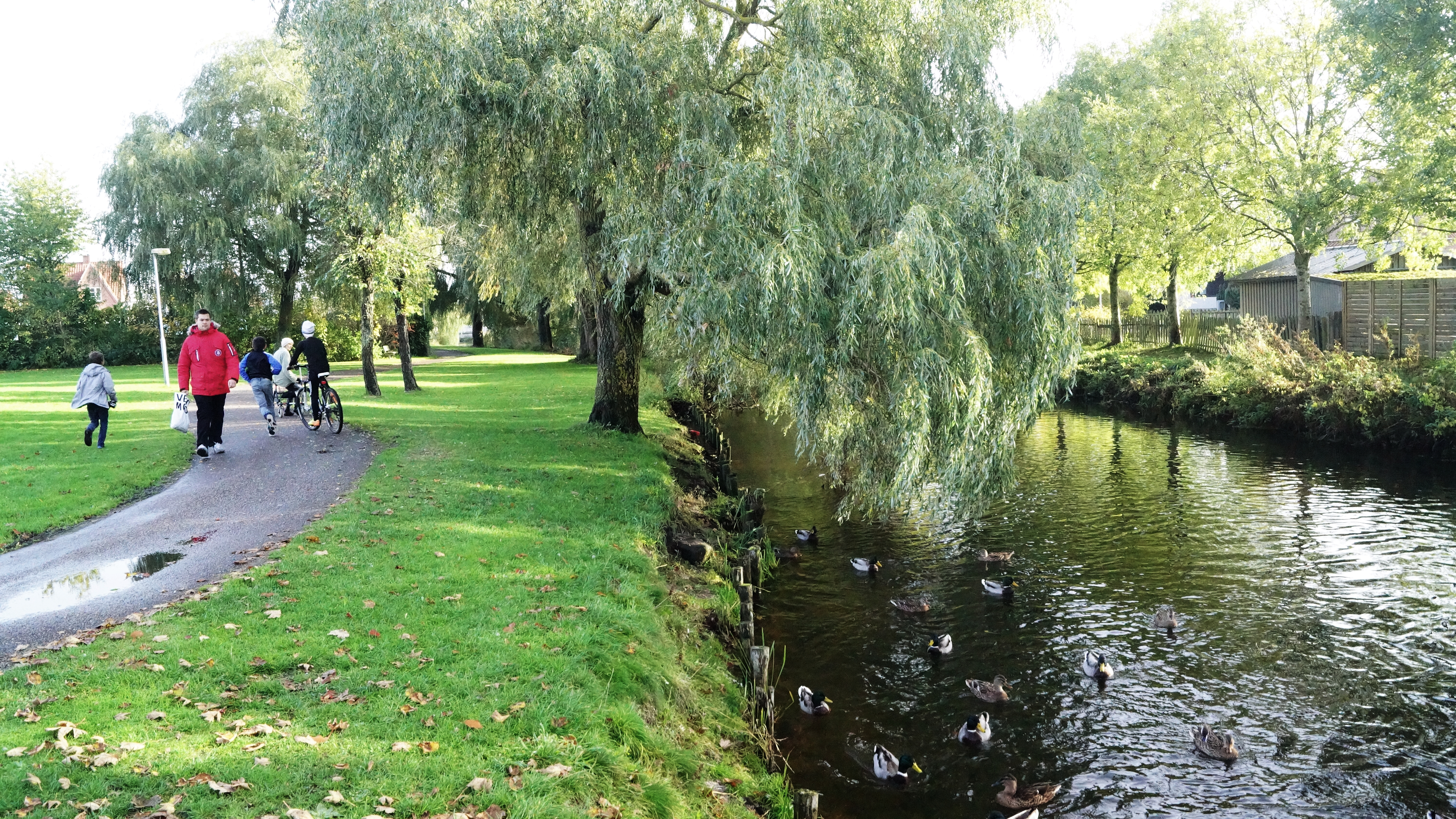
Das Flüsschen Grenå
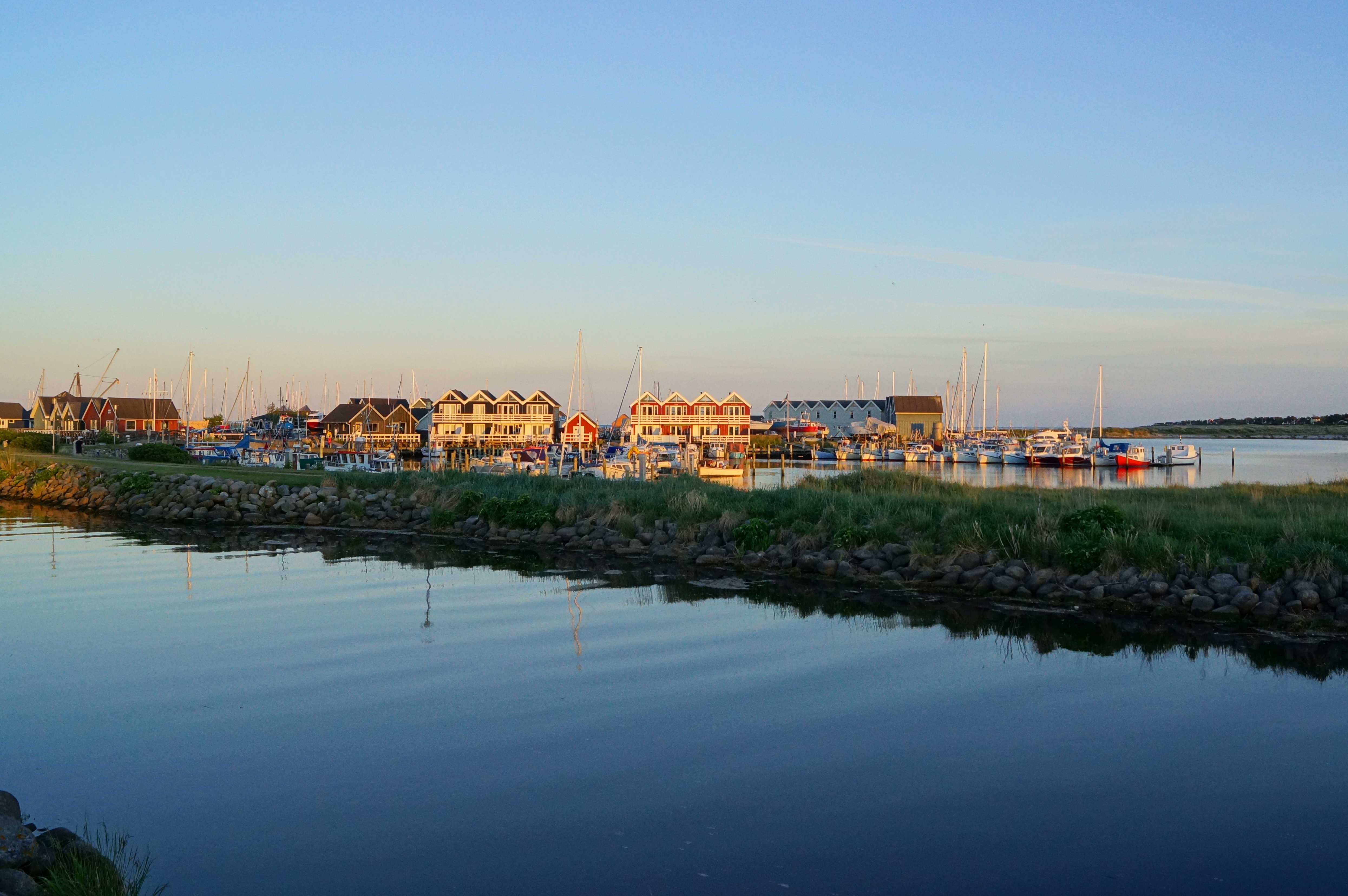
Marina
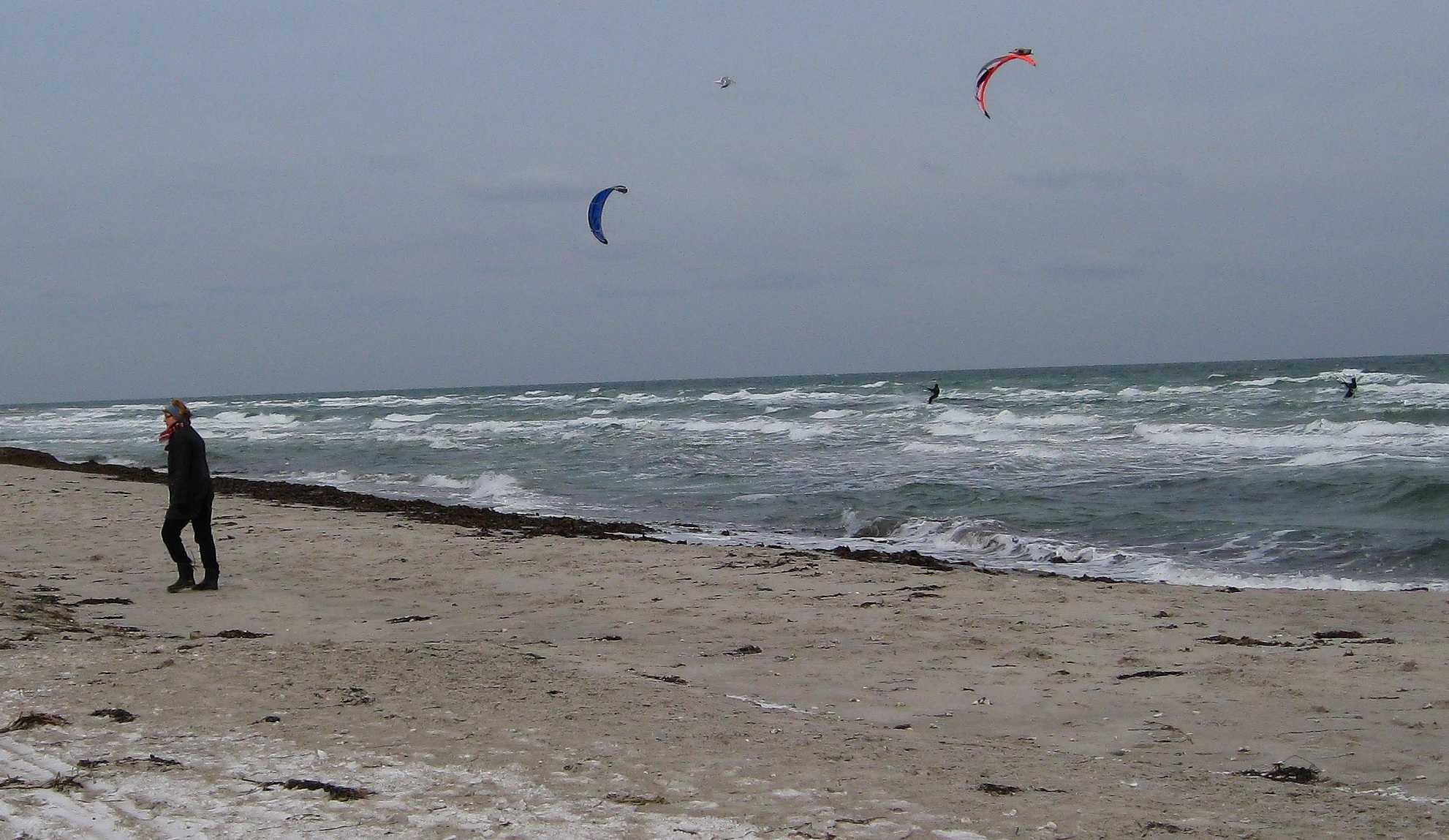
Kitesurfer im Winter
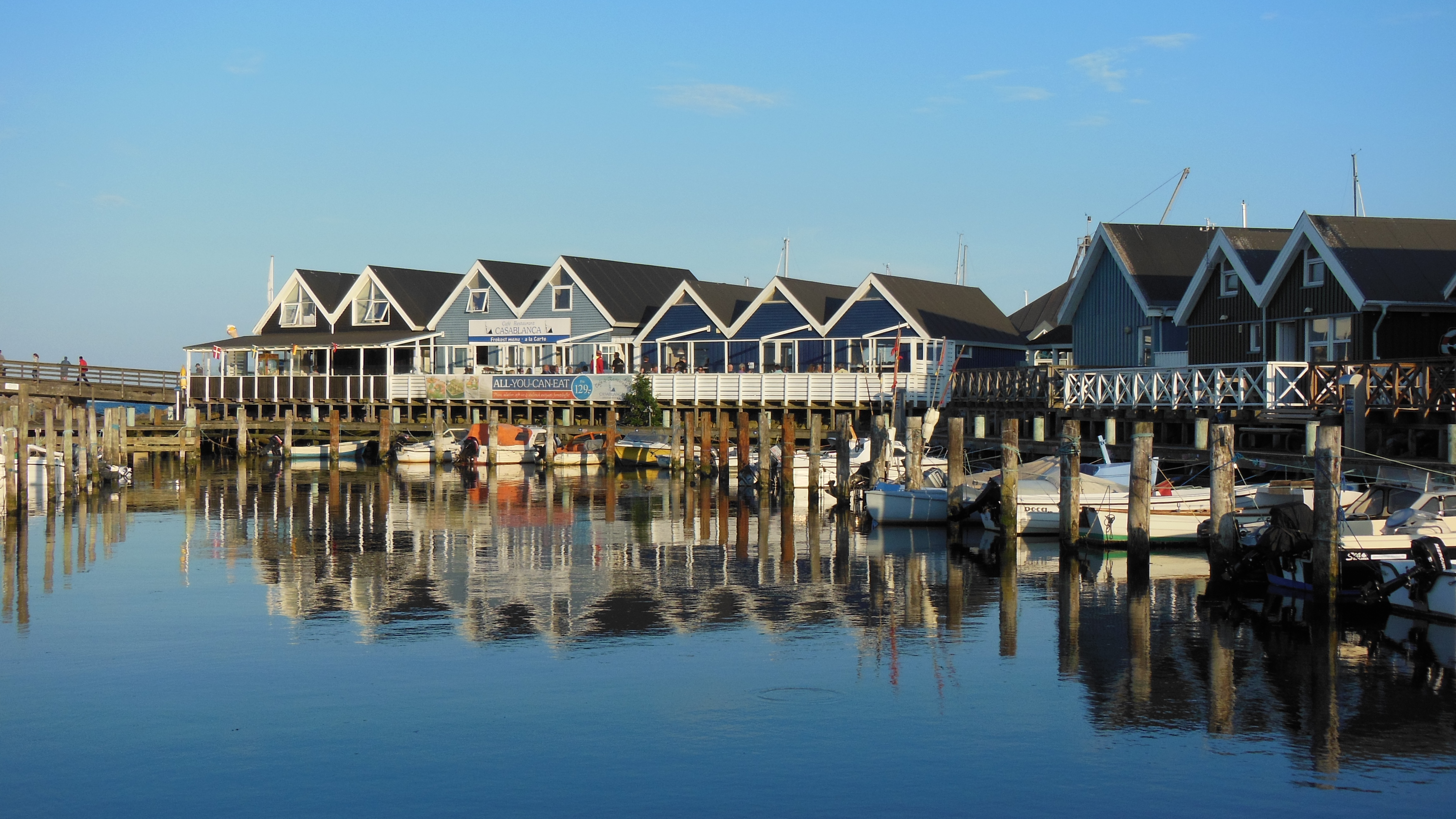
Auf Pfahlbauten befindet sich die Shopping- und Restaurantmeile der Marina

## Persönlichkeiten
- Sören Kanne, Mitglied der Seenotrettung. Denkmal neben der Kirche.
- Hermann Worch (1890–1935) lebte bis zu seinem Tod 1935 als deutscher Exilant in Grenaa.
- Anders Fogh Rasmussen (* 1953) wurde im nahe gelegenen Ginnerup geboren.

### Söhne und Töchter der Stadt
- Hans Broge (1822–1908), Kaufmann und Reeder
- August Krogh (1874–1949), Arzt und Zoologe
- Hans Henning Ørberg (1920–2010), Latinist
- Hans-Henrik Ørsted (* 1954), Radsportler
- Peter Meinert Nielsen (* 1966), Radrennfahrer